# Selección de fútbol de la Federación Malaya
La Selección de fútbol de la Federación Malaya era el equipo que representaba al país en fútbol en los torneos oficiales y era controlada por la Asociación Malaya de Fútbol.
La selección existió entre 1948 y 1963, año en el que desapareció el país y fue reemplazado por la actual Malasia al igual que a su selección nacional.

## Estadísticas

### Copa Mundial de Fútbol
| Copa Mundial de Fútbol               | Copa Mundial de Fútbol | Copa Mundial de Fútbol | Copa Mundial de Fútbol | Copa Mundial de Fútbol | Copa Mundial de Fútbol | Copa Mundial de Fútbol | Copa Mundial de Fútbol |
| Año                                  | Ronda                  | J                      | G                      | E                      | P                      | GF                     | GC                     |
| ------------------------------------ | ---------------------- | ---------------------- | ---------------------- | ---------------------- | ---------------------- | ---------------------- | ---------------------- |
| 1950                                 | No participó           | No participó           | No participó           | No participó           | No participó           | No participó           | No participó           |
| 1954                                 | No participó           | No participó           | No participó           | No participó           | No participó           | No participó           | No participó           |
| 1958                                 | No participó           | No participó           | No participó           | No participó           | No participó           | No participó           | No participó           |
| 1962                                 | No participó           | No participó           | No participó           | No participó           | No participó           | No participó           | No participó           |
| Véase Selección de fútbol de Malasia |                        |                        |                        |                        |                        |                        |                        |
| Total                                | 0/4                    | -                      | -                      | -                      | -                      | -                      | -                      |

### Copa Asiática
| Copa Asiática                        | Copa Asiática | Copa Asiática | Copa Asiática | Copa Asiática | Copa Asiática | Copa Asiática | Copa Asiática |
| Año                                  | Ronda         | J             | G             | E             | P             | GF            | GC            |
| ------------------------------------ | ------------- | ------------- | ------------- | ------------- | ------------- | ------------- | ------------- |
| 1956                                 | No clasificó  | No clasificó  | No clasificó  | No clasificó  | No clasificó  | No clasificó  | No clasificó  |
| 1960                                 | No clasificó  | No clasificó  | No clasificó  | No clasificó  | No clasificó  | No clasificó  | No clasificó  |
| Véase Selección de fútbol de Malasia |               |               |               |               |               |               |               |
| Total                                | 0/2           | -             | -             | -             | -             | -             | -             |

### Juegos Asiáticos
| Asian Games record | Asian Games record | Asian Games record | Asian Games record | Asian Games record | Asian Games record | Asian Games record | Asian Games record | Asian Games record |
| Año                | Ronda              | Pos.               | J                  | G                  | E                  | P                  | GF                 | GC                 |
| ------------------ | ------------------ | ------------------ | ------------------ | ------------------ | ------------------ | ------------------ | ------------------ | ------------------ |
| 1951               | No participó       | No participó       | No participó       | No participó       | No participó       | No participó       | No participó       | No participó       |
| 1954               | No participó       | No participó       | No participó       | No participó       | No participó       | No participó       | No participó       | No participó       |
| 1958               | Fase de grupos     | 12/14              | 3                  | 0                  | 0                  | 3                  | 2                  | 8                  |
| 1962               | 3.er lugar         | 3/8                | 5                  | 3                  | 0                  | 2                  | 23                 | 9                  |
| Total              | Mejor: 3.er lugar  | Apariciones: 2/4   | 8                  | 3                  | 0                  | 5                  | 25                 | 17                 |

### Juegos de la ASEAN
| SEA Games record | SEA Games record | SEA Games record | SEA Games record | SEA Games record | SEA Games record | SEA Games record | SEA Games record | SEA Games record |
| Año              | Ronda            | Pos.             | J                | G                | E                | P                | GF               | GC               |
| ---------------- | ---------------- | ---------------- | ---------------- | ---------------- | ---------------- | ---------------- | ---------------- | ---------------- |
| 1959             | 3.er lugar       | 3/4              | 3                | 2                | 0                | 1                | 5                | 5                |
| 1961             | Campeón          | 1/5              | 4                | 4                | 0                | 0                | 10               | 3                |
| Total            | Mejor: 1 Título  | Apariciones: 2/2 | 7                | 6                | 0                | 1                | 15               | 8                |

## Entrenadores
- G. Paul (1956)
- Neoh Boon Hean (1957)
- Choo Seng Quee (1958)[2]

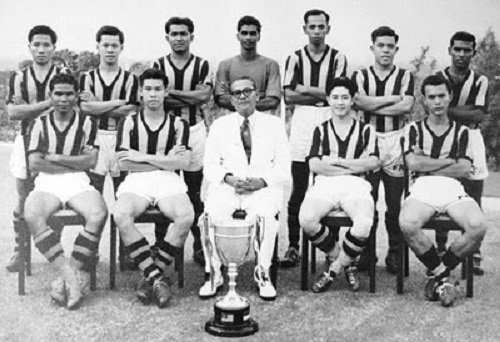
La Federación Malaya que ganó la Copa Merdeka en 1958, cinco años antes de formar Malasia. En la imagen aparece Tunku Abdul Rahman (centro), el entonces primer ministro de la Federación Malaya.

- Harun Haji Idris (1961–1962)